# Associazione Calcio Sebinia Lovere 1949-1950
Questa voce raccoglie le informazioni riguardanti l'Associazione Calcio Sebinia Lovere nelle competizioni ufficiali della stagione 1949-1950.

## Rosa
| N. |                   | Ruolo | Calciatore     |
| -- | ----------------- | ----- | -------------- |
|    | Italia (bandiera) | C     | A. Benasseni   |
|    | Italia (bandiera) | A     | A. Bonassi     |
|    | Italia (bandiera) | A     | P. Cadei       |
|    | Italia (bandiera) | A     | R. Camanini    |
|    | Italia (bandiera) | C     | V. Facchinetti |
|    | Italia (bandiera) | A     | C. Fapanni     |
|    | Italia (bandiera) | P     | A. Gallizioli  |
|    | Italia (bandiera) | D     | E. Giudici     |

| N. |                   | Ruolo | Calciatore     |
| -- | ----------------- | ----- | -------------- |
|    | Italia (bandiera) | A     | A. Martina     |
|    | Italia (bandiera) | A     | M. Olivieri    |
|    | Italia (bandiera) | A     | N. Pacchiarini |
|    | Italia (bandiera) | A     | G. Pesenti     |
|    | Italia (bandiera) | D     | B. Raimondi    |
|    | Italia (bandiera) | A     | L. Sala        |
|    | Italia (bandiera) | C     | L. Savoldelli  |